# Dowdy Ferry Road
Dowdy Ferry Road is het vijfde album van het duo England Dan & John Ford Coley. De beide Texanen noemden het album naar een weg in Dallas (Texas), Dowdy Ferry Road. In de Verenigde Staten had het album met haar singles It's sad to belong en Gone too far nog redelijk succes; in Nederland was het duo alweer in de vergetelheid geraakt. Het album is opgenomen in Hazen's Recording Studio in Hendersonville (Tennessee).
Het album werd in 2005 op compact disc uitgegeven.

## Musici
- John Ford Coley – akoestische gitaar, toetsinstrumenten, zang
- England Dan Seals – akoestische gitaar, zang
- Steve Gibson – gitaar
- Bobby Thompson – akoestische gitaar
- Doyle Grisham – steel guitar
- Shane Keister – toetsinstrumenten, Moog
- Kyle Lehning – toetsinstrumenten
- Joe Osborn – basgitaar
- Larrie Londin – drumstel, percussie
- Dennis Good – trombone
- George Tidwell – trompet
- Billy Puett – houtblazer
- Buddy Skipper – houtblazer, blaasarrangementen (1, 6, 8)
- Bergen White – strijkarrangementen, blaasarrangementen (4, 10)
- The Shelly Kurland String Section – strijkinstrumenten
- Sheri Kramer, Lisa Silver, Wendy Suits, Diane Tidwell – achtergrondzang

## Muziek
| Nr. | Titel                                          | Duur |
| --- | ---------------------------------------------- | ---- |
| 1.  | Dowdy Ferry Road (Dan Seals)                   | 3:23 |
| 2.  | It's sad to belong (Randy Goordum)             | 2:54 |
| 3.  | Soldier in the rain (Coly, Sunny Dalton)       | 4:45 |
| 4.  | Love is the one thing we hide (Dan Seals)      | 2:53 |
| 5.  | Gone to far (Coley)                            | 2:58 |
| 6.  | Where do I go from here (Parker McGee)         | 2:59 |
| 7.  | Falling stars (Coley)                          | 2:56 |
| 8.  | You know we belong together (Dan Seals, Coley) | 3:01 |
| 9.  | Don't feel that way no more (Dan Seals)        | 3:07 |
| 10. | Holocaust (Dan Seals)                          | 3:09 |